# 深圳地下鉄16号線
深圳地下鉄16号線（しんせんちかてつ16ごうせん、中文表記: 深圳地铁16号线、英文表記: Shenzhen Metro Line 16）は中華人民共和国広東省深圳市の深圳地下鉄の路線。計画では坪山線（へいざんせん）と称された。

## 概要
機場線は深圳市竜崗区大運駅から市北東部に位置する新橋工業区駅までを連絡する36.4キロメートル、25駅の路線である。
市内から現在建設中の福建省廈門市とを連絡する高速鉄道・廈深線への乗換アクセスとして計画されている。
2018年に着工し、2022年12月28日開業した。